# عدنان قولي
عدنان قولي حقوقي وسياسي ووزير سابق من دمشق،سمي محافظاً لمدينة دمشق من عام  1982 وحتى 1985م.وزيراً للإسكان والمرافق في حكومة عبد الرؤوف الكسم الثالثة،سمي وزيراً للسياحة في حكومة محمود الزعبي الأولى التي تشكلت  في الأول من تشرين الثاني عام 1987 واستمرت حتى التاسع والعشرين من حزيران عام 1992م.  